# Governador Nunes Freire
Governador Nunes Freire là một đô thị thuộc bang Maranhão, Brasil. Đô thị này có diện tích 1037,121 km², dân số năm 2007 là 22589 người, mật độ 21,78 người/km².